# Georg Ehnes
Georg Ehnes (* 27. September 1920 in Mittelstetten bei Wörnitz; † 27. April 1991 ebenda) war ein deutscher Politiker (CSU). 

## Leben
Ehnes, der evangelisch war, übernahm nach Kriegsdienst und -gefangenschaft 1946 den elterlichen Hof. Von 1967 an war er mittelfränkischer Bezirksvorsitzender des Bayerischen Bauernverbandes. 1971 wurde der Landwirt zudem Vorsitzender des Zentralverbandes der Milcherzeuger in Bayern.
Von 1947 bis 1965 gehörte er dem Gemeinderat seiner Heimatgemeinde an. Von 1952 bis 1972 war er Kreistagsabgeordneter.
Er war von 1958 bis zum 9. Oktober 1961 bayerischer Landtagsabgeordneter, von 1961 bis 19. September 1972 Bundestagsabgeordneter und vom 1. Juli 1972 bis 1990 Landrat des Landkreises Ansbach, nachdem er bereits seit 1955 stellvertretender Landrat gewesen war. Sein Landtagsmandat ging 1961 während der laufenden vierten Legislaturperiode an Heinrich Meier als Nachrücker.
Ehnes war von 1970 bis 1991 auch Mitglied des Bayerischen Senats und Präsident des Bayerischen Bauernverbandes von Mittelfranken. Georg Ehnes prägte den neuen Landkreis Ansbach maßgeblich und führte die Kreisteile von Gunzenhausen, Neustadt/Aisch, die Altkreise Rothenburg o. T., Ansbach, Dinkelsbühl und Feuchtwangen zu einer homogenen Einheit zusammen.

## Würdigung
- Bayerischer Verdienstorden
- 1971: Verdienstkreuz 1. Klasse der Bundesrepublik Deutschland
- 1980: Großes Verdienstkreuz der Bundesrepublik Deutschland
- 1990: Großes Verdienstkreuz mit Stern der Bundesrepublik Deutschland
- In der Großen Kreisstadt Dinkelsbühl trägt das Sonderpädagogische Förderzentrum seinen Namen.